# Bérault (stanice metra v Paříži)

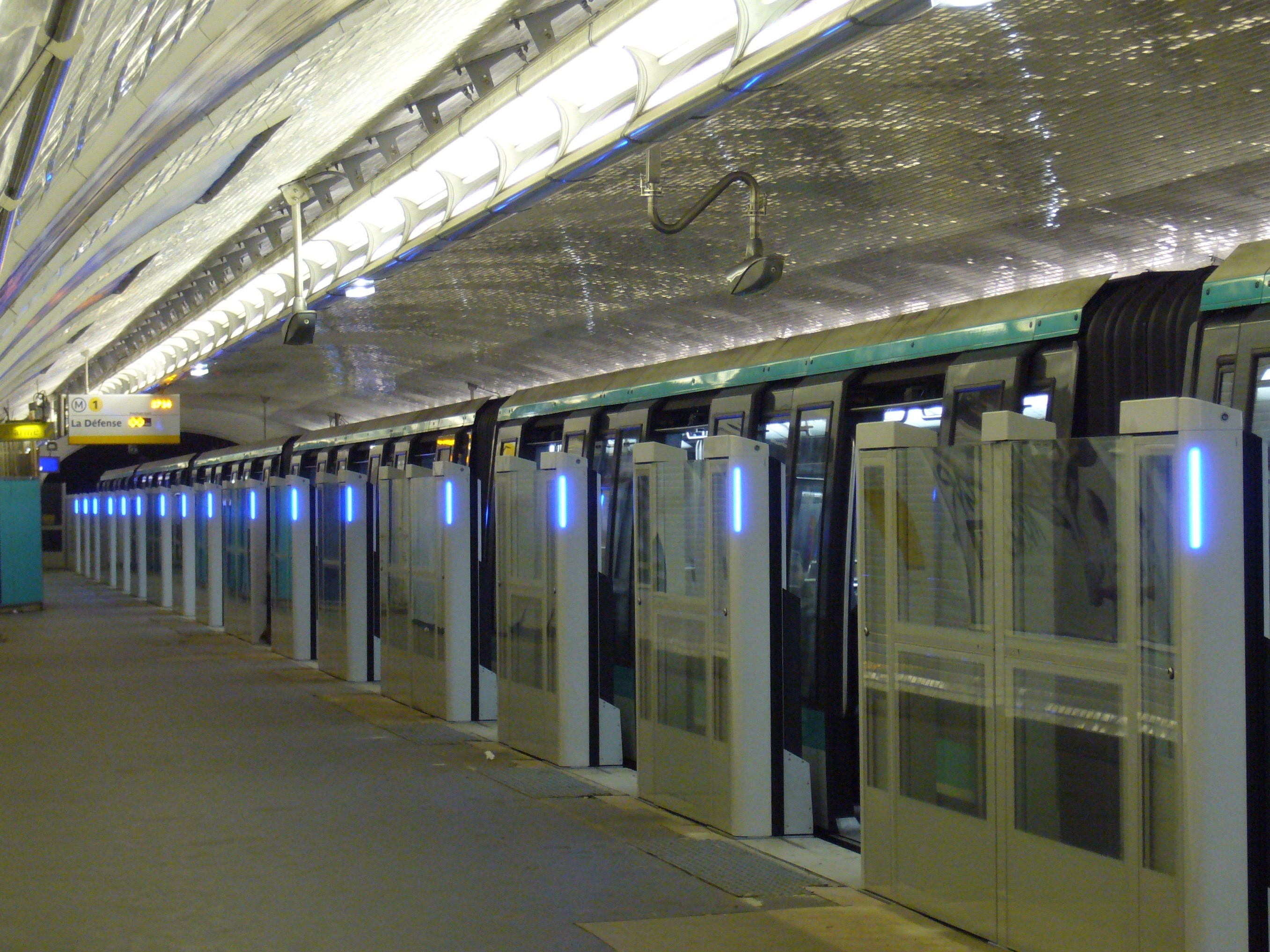
Nově instalované bezpečnostní dveře na nástupišti

Bérault je nepřestupní stanice pařížského metra na lince 1. Nachází se mimo území Paříže na hranici měst Saint-Mandé a Vincennes pod Avenue de Paris.

## Historie
Stanice byla otevřena 24. března 1934 při prodloužení linky ze stanice Porte de Vincennes do Château de Vincennes.
Na lince 1 probíhá od roku 2008 postupná modernizace a přechod na automatický provoz vlaků, který bude uveden do provozu v roce 2012. Stanice linky 1 procházejí proto postupně hlubokými změnami, jako je instalace dveří na nástupištích, výměna obložení nebo úpravy osvětlení. Stanice Bérault byla vybrána jako prototyp pro tuto renovaci.
V rámci této modernizace probíhaly práce na stanici Bérault až do poloviny roku 2009, kdy byla stanice kompletně zrekonstruovaná. O víkendu 28. a 29. července 2008 byla upravena nástupiště  a na počátku roku 2009 vybavena bezpečnostními dveřmi.

## Název
Stanice byla pojmenována po sousedícím náměstí Place Bérault ve Vincennes, které nese jméno bývalého primátorova náměstka Béraulta (1796–1871).

## Vstupy
Stanice má východy na Avenue de Paris před domy č. 29, 63, 64 a 98.